# 巾幗大將軍
《巾帼大将军》 是寰宇娱乐出品的一部大型历史电视连续剧集，由田有良导演，主演為江若琳、陈思成、袁弘等。內容是用另外一種角度講述花木兰的故事。2013年完成拍摄，2013年暑假於东南卫视首播，5月26日於安徽电视台影视频道首播，一晚播兩集。同年15日在东南卫视与马来西亚ASTRO全佳HD频道同步播出。

## 播出時間及平台

### 中國大陸(地方頻道)
| 頻道             | 所在地 | 播映日期        | 播出時間      |
| ---------------- | ------ | --------------- | ------------- |
| 安徽影视频道     | 中国   | 2013年5月26日起 | 每天20:00播出 |
| 浙江钱江都市频道 | 中国   | 2013年6月7日起  | 每天19:00播出 |
| 江苏综艺频道     | 中国   | 2013年6月26日起 | 每天19:35播出 |
| 湖南经视         | 中国   | 2013年6月28日起 | 每天19:30播出 |
| 河南都市频道     | 中国   | 2013年7月8日起  | 每天20:15播出 |
| 江西影视频道     | 中国   | 2013年7月8日起  | 每天19:30播出 |

### 中國衛視及海外平台
| 上星频道         | 所在地   | 播放日期         | 时间                         |
| ---------------- | -------- | ---------------- | ---------------------------- |
| 东南卫视         | 中国     | 2013年8月15日起  | 每天19:35播出                |
| Astro全佳HD      | 马来西亚 | 2013年8月15日起  | 每天19:00播出                |
| 旧金山 KTSF26台  | 美国     | 2013年10月21日起 | Mon-Fri: 8-9pm               |
| VTV2             | 越南     | 2014年4月12日起  | 每天19:00播出                |
| MOD龍華戲劇      | 臺灣     | 2014年11月3日起  |                              |
| TrueAsia         | 泰國     | 2014年11月3日起  | 每個週一 - 週五從18:00-19:00 |
| Asia Dramatic TV | 日本     | 2015年1月7日起   | 周一周二 18:00-19:00         |
| チャンネル銀河   | 日本     | 2016年3月14日起  |                              |

## 故事大綱
華家有女，若蘭和玉荷。若蘭純善，玉荷嫵媚。若蘭女扮男裝，替父從軍；玉荷不惜做歌舞伎，晉身後宮。從軍的若蘭不知父親背負朝廷的重大機密，替父從軍也替父承載了無窮的禍患。入宮的玉荷野心膨脹，卻不知被作為亂宮之計的棋子，一步步捲入宮廷陰謀的深淵。
軍中的若蘭與將軍楊俊、酸儒趙宇出生入死的同時，也結下了雌雄難辨，欲理還亂的三角愛情。宮中的玉荷遊走在貪慾和權利之間，徹底迷失。若蘭欲解救玉荷，卻被妹妹致命一擊。父親捨命出手，卻陷於更大的危機。
巾幗大將軍華若蘭終於率軍出征，卻是一次有去無回的死亡之旅。糾結難斷的情感也必須在生死間得到答案。一個曠世女子、一對恩怨姐妹、一次次親情間的拯救，成就了巾幗大將軍的不朽傳奇。

## 演員
| 演員   | 角色   | 簡介 |
| 江若琳 | 华若兰 | 巾帼不让须眉的女英雄 性格纯洁善良，在不知道父亲背负着朝廷重大机密的情况下，女扮男装替父从军，在多次征战的考验中，屡建功勋。在军中与皇子杨俊、酸儒赵宇出生入死的同时结下了雌雄难辨，欲理还乱的三角爱情。而与游走在宫中的妹妹玉荷之间也遭受了亲情的考验。 |
| 陈思成 | 杨俊   | 隋朝三皇子 生性桀骜却不失亲和，深得独孤皇后的喜爱。然而身处激烈宫廷权力斗争中的他却能独善其身，珍惜袍泽亲情。在华若兰刚入军营还是一只“菜鸟”时始终维护她。                                                                                               |
| 袁弘   | 赵宇   | 性格单纯心地善良的儒生。 手无缚鸡之力，说话喜欢引经据典，是一个书呆子。纯良温厚却胸有大略。进入军营后的一次次用智慧帮助众人度过难关，在磨练中越发沉稳硬朗，最终成了一位文韬武略兼备的军中大将。                                                         |
| 刘梓妍 | 华玉荷 | 华若兰的妹妹 妩媚动人，甘做歌舞伎晋身后宫。宫中，玉荷游走在贪欲和权利之间，与独孤在宫中“斗法”。 |
| 潘虹   | 独孤   | 守望丈夫、儿女和国家的隐忍女人 |
| 马浴柯 | 杨广   | 被权力欲望和野心迷惑心智，利用华玉荷先后害死哥哥、姐姐、外甥等亲人，登上了太子的宝座。 |
| 施京明 | 宇文述 | 前朝北周忠臣，一心想要复辟自己的国家 |
| 白凡   | 杨坚   | 隋文帝, 杨坚，隋代开国皇帝 |
| 陳友旺 | 華武   | 華若蘭、華玉荷之父 |
| 楊昆   | 華母   | 華若蘭、華玉荷之母 |
| 杜嵐偉 | 杨勇   | 隋朝大皇子 |
| 黃奕   | 宇文全 | |
| 胡影怡 | 杨麗華 | 楊堅之女 |

## 電視原聲
| 曲序 | 曲目                         |      | 作曲 | 演唱者 |
| ---- | ---------------------------- | ---- | ---- | ------ |
| 1.   | 《不锈牡丹秀江山》（主題曲） | 甄妮 | 捞仔 | 张赫宣 |
| 2.   | 《爱如水中月》（片尾曲）     | 甄妮 | 捞仔 | 姚贝娜 |

## 其它
女导演杜云萍在自己的实名微博中发文章表示《巾帼大将军》违背史实，她认为《巾帼大将军》讲述的是木兰从军的故事，木兰本该是北魏人，但《巾帼大将军》历史背景却放在了隋朝建都之后，与史实相差甚远。这会对看此剧的人群特别是青少年带来对历史的错误认知，《巾帼大将军》制片人董培雯女士解释《巾帼大将军》，并不是一部历史正剧。女主角是叫“华若兰”而非“花木兰”，《巾帼大将军》只是借鉴了木兰替父从军的历史故事，以此为故事的框架，为大家讲述了一段英雄传说；导演田有良表示历史上没有花木兰这个历史人物，“她只是乐府诗词《木兰辞》中写到的一个主人公，完全是一个虚构的文学形象。木兰从军不像《三国演义》是源于《三国志》的，完全只是一个传说。既然如此，她生于何时卒于何年，哪来的朝代限制呢？”。

## 脚注
1. ↑  . 新浪娱乐. 2013-08-19. （原始内容存档于2016-03-04）.
2. ↑  . 新浪娱乐. 2013-08-22. （原始内容存档于2016-03-04）.